# Onaway (Michigan)
Onaway – miasto w Stanach Zjednoczonych, w stanie Michigan, w hrabstwie Presque Isle.